# Buyenzi

Buyenzi est une commune du Burundi, se trouvant dans la province de Bujumbura Mairie. Elle comptait, en 2004, 43 119 habitants.
Cette commune, physiquement rattachée à la capitale Bujumbura, fait partie des « interminables quartiers de terre et de tôle » de la capitale burundaise.

## Illustrations

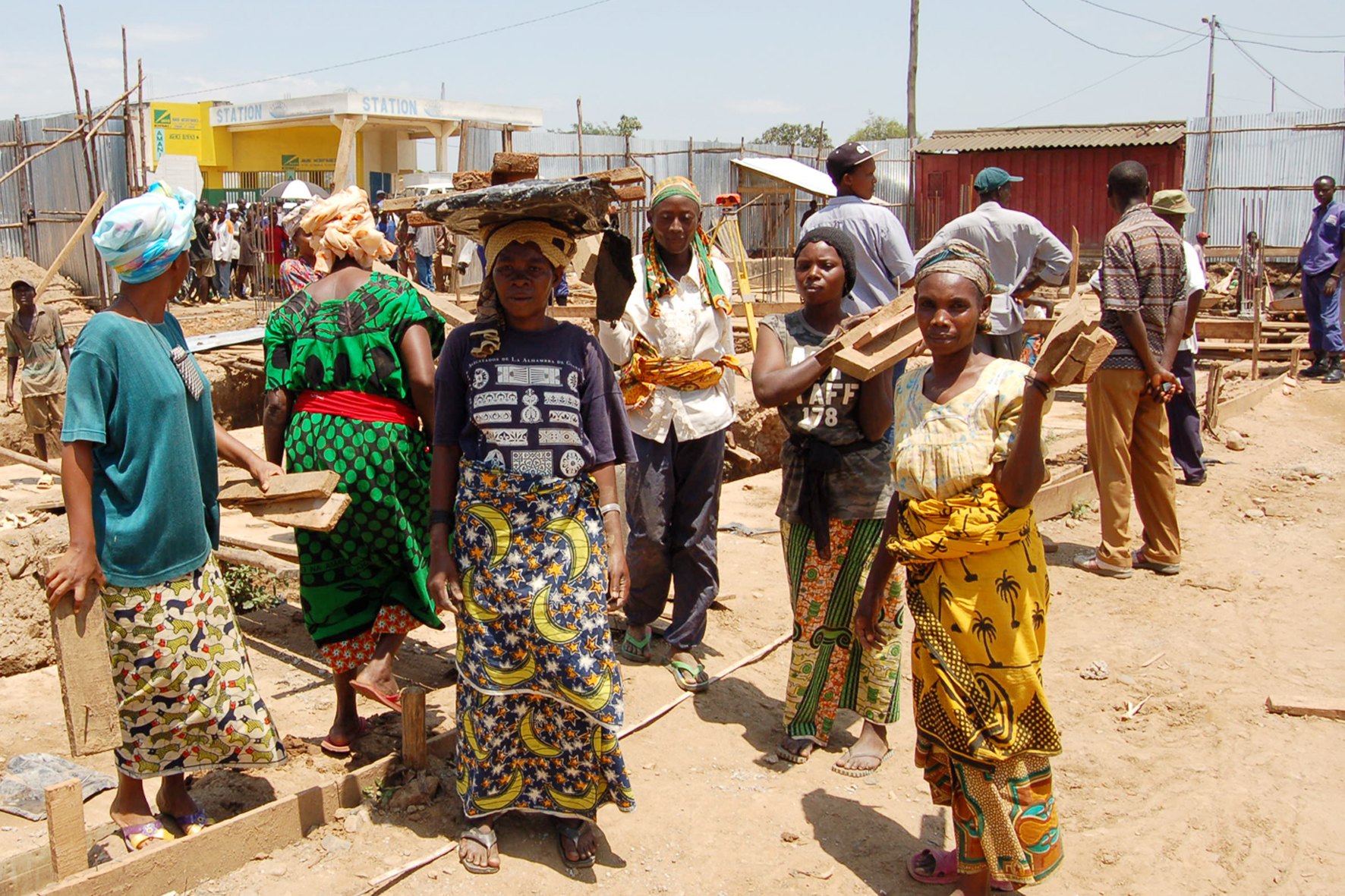
Femmes travaillant sur le chantier de construction du marché de Buyenzi